# Kantatie 89
La Kantatie 89 (in svedese Stamväg 89) è una strada principale finlandese. Ha inizio a Paltamo e si dirige verso est, verso il confine russo, dove si conclude dopo 104 km nei pressi di Kuhmo.

## Percorso
La Kantatie 89 attraversa, oltre i comuni di partenza e di arrivo, il solo comune di Ristijärvi.